# ديفيد أوغدن
ديفيد أوغدن (بالإنجليزية: David Ogden)‏ هو سياسي نيوزلندي، ولد في 1944.